# S.F. Sorrow
S.F. Sorrow é o quarto álbum de estúdio lançado em 1968 banda britânica The Pretty Things.
Um dos primeiros álbuns conceituais do rock, S.F. Sorrow foi baseado em um conto do vocalista-guitarrista Phil May. O álbum é estruturado como um ciclo musical, contando a história do protagonista, Sebastian F. Sorrow, e suas experiências de amor, guerra, tragédia, loucura e a desilusão da velhice.

## Faixas
Lado A
1. "S.F. Sorrow Is Born" – 3:12
2. "Bracelets of Fingers" – 3:41
3. "She Says Good Morning" – 3:23
4. "Private Sorrow" – 3:51
5. "Balloon Burning" – 3:51
6. "Death" – 3:05

Lado B
1. "Baron Saturday" – 4:01
2. "The Journey" – 2:46
3. "I See You" – 3:56
4. "Well of Destiny" – 1:46
5. "Trust" – 2:49
6. "Old Man Going" – 3:09
7. "Loneliest Person" – 1:29

## Formação da banda
- Phil May (vocais)
- Dick Taylor (guitarra base, vocais)
- John Povey (órgão, sítara, percussão, vocais)
- Wally Allen (vulgo Waller) (baixo, guitarra, vocais, instrumentos de sopro, piano)
- Skip Alan (bateria)
- Twink (bateria)